# Lenanderska gården
Lenanderska gården är en byggnad i kvarteret Gustaf vid hörnet Östra Kyrkogatan/Kungsgatan i Alingsås. Byggnaden, som uppfördes i början av 1800-talet, är byggnadsminne sedan den 31 januari 1983.

## Historia
Kvarteret Gustaf avdelades under 1700-talets förra hälft. Vid mitten av seklet bestod kvarteret av två kvadratiska tomter, varav den norra var bebyggd. Den södra tomten, angränsande till nuvarande Kungsgatan och torget, nyttjades som trädgård. Under 1800-talets första årtionden utbyggdes också denna tomt, vilket redovisas i Th. Wästfeldts planförslag från 1876. Lenanderska gården, gatuhuset som uppfördes under tidigt 1800-tal, bildar idag fond vid torget. Byggnaden kan hänföras till kategorin småstadsbebyggelse, då byggnaden uppvisar en rad detaljer som är karaktäristiska för empirtidens träbyggnadstradition. I bottenvåningen har tagits upp skyltfönster mot gatan, sannolikt på 1940-talet.

## Beskrivning
Byggnaden vänder sig mot Stora torget. Takfallet mot torget har två frontoner varav en är spetsformig och en har välvd takform. Hörnpartiet mot Christine kyrka är avfasat. Byggnaden är i två våningar och fasaden är klädd med gulmålad locklistpanel. Sockeln är av granit och sadeltaket är täckt med enkupigt tegel. Bottenvåningen utmärks av stora skyltfönster, medan övervåningen har fönster med överlufter. Gårdsfasaden har enklare panelklädsel och bottenvåningen har fönster som är spröjsade i sex rutor, medan övervåningen har fönster med överlufter. Fönsterbågarna är vitmålade. Gårdsytan är täckt med gatsten. Invändigt är byggnaden helt ombyggd.